# Christine xứ Holstein-Gottorp
Christine xứ Holstein-Gottorp (13 tháng 4 năm 1573 – 8 tháng 12 năm 1625) là Vương hậu Thụy Điển với tư cách là người vợ thứ hai của Karl IX của Thụy Điển. Bà giữ chức nhiếp chính vào năm 1605 khi Karl IX đang vắng mặt, và vào năm 1611 khi con trai bà là Gustav II Adolf còn nhỏ.

## Tiểu sử
Christine là người con thứ tư của Adolf, Công tước xứ Holstein-Gottorp và Christine xứ Hessen, con gái của Philipp I, Phong địa Bá tước xứ Hessen. Năm 1586, bà được đề xuất kết hôn với Zygmunt của Ba Lan nhưng không có kế hoạch nào được đặt ra. Vào ngày 8 tháng 7 năm 1592, Christine trở thành người vợ thứ hai của Karl, Công tước xứ Södermanland, người trở thành nhiếp chính của Thụy Điển vào năm 1599 và lên ngôi vua vào năm 1604, sau đó Christine đăng quang cùng với Karl IX tại Nhà thờ Uppsala vào năm 1607. Theo tương truyền, bà đã khuyến khích Karl giành ngai vàng của Zygmunt vào năm 1598 do sự thất vọng vì không được kết hôn với vị Quốc vương Ba Lan.

## Vuơng hậu

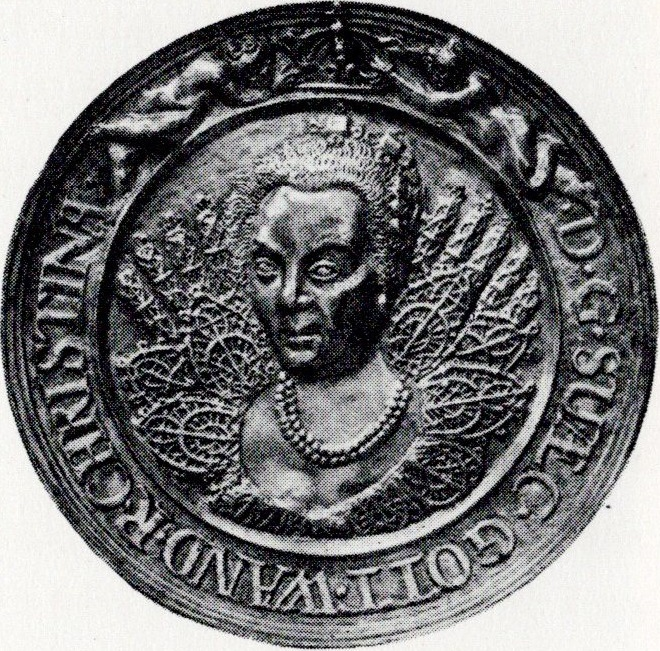
Huy chương của Vương hậu khoảng năm 1610

Vương hậu Christine là một người độc đoán và có ý chí mạnh mẽ, bà vừa được tôn trọng vừa bị kính sợ và được miêu tả là cứng rắn, bướng bỉnh và keo kiệt. Trong khi người vợ trước của Karl là Maria luôn cố gắng thuyết phục chồng thể hiện sự khoan dung trong hành động, thì Christine đã làm ngược lại. Bà thực hiện một sự kiểm soát rất nghiêm ngặt đối với triều đình, được minh họa bằng giai thoại rằng Christine đã đích thân đo chỉ khâu cho những người hầu cận. Cuộc hôn nhân của Christine được cho là hạnh phúc vì tính cách của hai vợ chồng rất giống nhau, và bà đã đi cùng Karl đến Estonia và Phần Lan vào năm 1600–1601.
Christine không được cho là đã chi phối người chồng Karl, vốn có tính cách thất thường và cũng thích chi phối, nhưng bà không thiếu tầm quan trọng và sức ảnh hưởng chính trị. Mặc dù Karl không để Christine quyết định chính sách, nhưng ông cũng xin ý kiến từ người vợ trong chuyện chính trị. Trong cuộc chiến tranh với Đan Mạch, Karl đã bỏ ngoài tai những lời khuyên của Christine và điều này dẫn đến mâu thuẫn giữa hai vợ chồng, vì Karl nghi ngờ Christine ủng hộ Đan Mạch. Năm 1604, Nhà vua để lại chỉ thị rằng Christine sẽ là nhiếp chính của chính phủ bảo hộ trong trường hợp ông qua đời nếu như con trai họ vẫn còn nhỏ, và vào năm 1605, Christine đóng vai trò nhiếp chính trong thời gian Karl vắng mặt tại Livonia. Bà cũng được biết là đã ngăn cản việc bầu con trai út Karl Filip lên ngôi Sa hoàng Nga vào năm 1610–1612, bằng cách không cho Karl Filip tham gia cuộc bầu cử ở Nga khi cậu sắp được gửi đến Moskva. Christine được cho là đã nhẹ nhõm khi kế hoạch này chấm dứt vào năm 1614.

## Thái hậu
Sau khi Karl IX qua đời vào ngày 30 tháng 10 năm 1611, Christine trở thành nhiếp chính khi con trai bà là Gustav II Adolf còn nhỏ, như đã được chỉ dẫn trong đạo luật năm 1604, và bà chia sẻ quyền nhiếp chính với Johan, Công tước xứ Ostrogothia. Tuy nhiên Gustav II Adolf cũng đã gần đến tuổi trưởng thành, do đó thời kỳ nhiếp chính của Christine chỉ kéo dài từ tháng 10 năm 1611 và chấm dứt vào ngày 9 tháng 12 khi Gustav II Adolf đạt đến tuổi trưởng thành hợp pháp.
Trong những năm đầu Gustav II Adolf lên ngôi, Christine được một số người coi là nhà cai trị thực sự đằng sau ngai vàng hoặc một trong số đó, cho dù Thái hậu không còn chính thức là nhiếp chính. Christine cũng hành động như một cố vấn cho con trai, ngoài ra Gustav II Adolf cũng xin mẹ lời khuyên về cuộc hôn nhân của Maria Elisabet vào năm 1612, và điều này đã gây ra xung đột với Giáo hội Luther. Trên thực tế, chính Christine là người đề xuất cuộc hôn nhân vì lý do chính trị và quyết tâm thực hiện nó, và bà cũng sắp xếp cuộc hôn nhân cho con gái riêng của Karl IX là Katarina, trái với ý muốn của hội đồng vào năm 1615.
Thái hậu Christine được biết là đã ngăn cản Gustav Adolf kết hôn với Ebba Brahe, lý do  vì bà thích lợi ích chính trị mà một cuộc hôn nhân mang lại, cũng như lo sợ trước những rắc rối sẽ xảy ra từ việc kết hôn với quý tộc. Christine coi cựu Vương hậu Gunilla Bielke, người bị buộc tội có ảnh hưởng chính trị không đúng mực và thiên vị người thân, là một ví dụ xấu. Bà đã viết một bài thơ nổi tiếng trên cửa sổ của Ebba Brahe: "Cô muốn điều này, cô sẽ – đó là cách làm trong trường hợp này".
Ngoài thời kỳ nhiếp chính ngắn ngủi cho Gustav II Adolf, Christine cũng đảm nhiệm vai trò nhiếp chính tại Công quốc Södermanland từ năm 1611 đến năm 1622 cho con trai út Karl Filip khi còn nhỏ, vì Công quốc đã gần như trở nên tự trị trên thực tế. Christine sống tại Lâu đài Nyköping, nơi bà quản lý các mỏ sắt của Karl IX và tích cực tham gia vào việc kinh doanh. Trong thời gian trị vì của Christine, Công quốc trở thành trung tâm xuất khẩu ngũ cốc cũng như sản xuất sắt và vũ khí, đồng thời là một trong những nguồn tài chính lớn nhất cho Nhà vua. Christine cũng bảo vệ quyền tự chủ của các công quốc trước Nhà vua, và điều này gần như đã dẫn đến xung đột với Gustav II Adolf.
Tuy nhiên, Công tước Karl Filip qua đời vào năm 1622, và sau đó Christine rút lui hoàn toàn khỏi công chúng. Sau khi Karl Filip qua đời, cuộc hôn nhân bí mật của ông với Elisabet Ribbing bị phát hiện, và Christine trở thành người giám hộ cho con gái của Công tước là Elisabet Gyllenhielm.

## Con cái
| Tên                                   | Sinh - Mất                                 | Ghi chú                                                                                            |
| ------------------------------------- | ------------------------------------------ | -------------------------------------------------------------------------------------------------- |
| Kristina                              | 26 tháng 11 năm 1593 – 25 tháng 5 năm 1594 | |
| Gustav II Adolf                       | 9 tháng 12 năm 1594 – 16 tháng 11 năm 1632 | |
| Maria Elisabet                        | 10 tháng 3 năm 1596 – 7 tháng 8 năm 1618   | Kết hôn với người anh họ Johan, Công tước xứ Östergötland, con trai út của Johan III của Thụy Điển |
| Karl Filip, Công tước xứ Södermanland | 22 tháng 4 năm 1601 – 25 tháng 1 năm 1622  | |
| Một con trai chết lưu                 | 20 tháng 7 năm 1606                        | |

## Tổ tiên
| \| \| \| \| \| \| \| \| \| \| \| 8. Christian I của Đan Mạch \| \| \| \| \| \| \| \| \| \| \| \| \| \| \| \| \| \| \| \| \| \| \| \| \| \| \| \| \| \| \| \| \| \| \| \| \| \| \| \| \| \| \| \| \| \| \| \| \| \| \| 4. Frederik I của Đan Mạch \| \| \| \| \| \| \| \| \| \| \| \| \| \| \| \| \| \| \| \| \| \| \| \| \| \| \| \| \| \| \| \| \| \| \| \| \| \| \| \| \| \| \| \| \| \| \| \| \| \| \| \| \| \| \| \| \| \| \| \| 9. Dorothea xứ Brandenburg \| \| \| \| \| \| \| \| \| \| \| \| \| \| \| \| \| \| \| \| \| \| \| \| \| \| \| \| \| \| \| \| \| \| \| \| \| \| \| \| \| \| \| \| \| \| \| \| \| \| \| \| \| \| \| \| \| \| \| \| 2. Adolf xứ Holstein-Gottorp \| \| \| \| \| \| \| \| \| \| \| \| \| \| \| \| \| \| \| \| \| \| \| \| \| \| \| \| \| \| \| \| \| \| \| \| \| \| \| \| \| \| \| \| \| \| \| \| \| \| \| \| \| \| \| \| \| \| \| \| 10. Bogislaw X xứ Pomerania \| \| \| \| \| \| \| \| \| \| \| \| \| \| \| \| \| \| \| \| \| \| \| \| \| \| \| \| \| \| \| \| \| \| \| \| \| \| \| \| \| \| \| \| \| \| \| \| \| \| \| \| \| \| \| \| \| \| \| \| 5. Sophie xứ Pomerania \| \| \| \| \| \| \| \| \| \| \| \| \| \| \| \| \| \| \| \| \| \| \| \| \| \| \| \| \| \| \| \| \| \| \| \| \| \| \| \| \| \| \| \| \| \| \| \| \| \| \| \| \| \| \| \| \| \| \| \| 11. Anna Jagiellonka \| \| \| \| \| \| \| \| \| \| \| \| \| \| \| \| \| \| \| \| \| \| \| \| \| \| \| \| \| \| \| \| \| \| \| \| \| \| \| \| \| \| \| \| \| \| \| \| \| \| \| \| \| \| \| \| \| \| \| \| 1. Christine xứ Holstein-Gottorp \| \| \| \| \| \| \| \| \| \| \| \| \| \| \| \| \| \| \| \| \| \| \| \| \| \| \| \| \| \| \| \| \| \| \| \| \| \| \| \| \| \| \| \| \| \| \| \| \| \| \| \| \| \| \| \| \| \| \| \| 12. Wilhelm II xứ Hessen \| \| \| \| \| \| \| \| \| \| \| \| \| \| \| \| \| \| \| \| \| \| \| \| \| \| \| \| \| \| \| \| \| \| \| \| \| \| \| \| \| \| \| \| \| \| \| \| \| \| \| \| \| \| \| \| \| \| \| \| 6. Philipp I xứ Hessen \| \| \| \| \| \| \| \| \| \| \| \| \| \| \| \| \| \| \| \| \| \| \| \| \| \| \| \| \| \| \| \| \| \| \| \| \| \| \| \| \| \| \| \| \| \| \| \| \| \| \| \| \| \| \| \| \| \| \| \| 13. Anna xứ Mecklenburg-Schwerin \| \| \| \| \| \| \| \| \| \| \| \| \| \| \| \| \| \| \| \| \| \| \| \| \| \| \| \| \| \| \| \| \| \| \| \| \| \| \| \| \| \| \| \| \| \| \| \| \| \| \| \| \| \| \| \| \| \| \| \| 3. Christine xứ Hessen \| \| \| \| \| \| \| \| \| \| \| \| \| \| \| \| \| \| \| \| \| \| \| \| \| \| \| \| \| \| \| \| \| \| \| \| \| \| \| \| \| \| \| \| \| \| \| \| \| \| \| \| \| \| \| \| \| \| \| \| 14. Georg, Công tước xứ Sachsen \| \| \| \| \| \| \| \| \| \| \| \| \| \| \| \| \| \| \| \| \| \| \| \| \| \| \| \| \| \| \| \| \| \| \| \| \| \| \| \| \| \| \| \| \| \| \| \| \| \| \| \| \| \| \| \| \| \| \| \| 7. Christine xứ Sachsen \| \| \| \| \| \| \| \| \| \| \| \| \| \| \| \| \| \| \| \| \| \| \| \| \| \| \| \| \| \| \| \| \| \| \| \| \| \| \| \| \| \| \| \| \| \| \| \| \| \| \| \| \| \| \| \| \| \| \| \| 15. Barbara Jagiellonka \| \| \| \| \| \| \| \| \| \| \| \| \| \| \| \| \| \| \| \| \| \| \| \| \| \| \| \| \| \| \| \| \| \| \| \| \| \| \| \| \| \| \| |                                  |  |  |  |  |  |  |  |  |                             |  |  |  |
| |                                  |  |  |  |  |  |  |  |  | 8. Christian I của Đan Mạch |  |  |  |
| |                                  |  |  |  |  |  |  |  |  |                             |  |  |  |
| |                                  |  |  |  |  |  |  |  |  |                             |  |  |  |
| |                                  |  |  |  |  |  |  |  |  |                             |  |  |  |
| | 4. Frederik I của Đan Mạch       |  |  |  |  |  |  |  |  |                             |  |  |  |
| |                                  |  |  |  |  |  |  |  |  |                             |  |  |  |
| |                                  |  |  |  |  |  |  |  |  |                             |  |  |  |
| |                                  |  |  |  |  |  |  |  |  |                             |  |  |  |
| | 9. Dorothea xứ Brandenburg       |  |  |  |  |  |  |  |  |                             |  |  |  |
| |                                  |  |  |  |  |  |  |  |  |                             |  |  |  |
| |                                  |  |  |  |  |  |  |  |  |                             |  |  |  |
| |                                  |  |  |  |  |  |  |  |  |                             |  |  |  |
| | 2. Adolf xứ Holstein-Gottorp     |  |  |  |  |  |  |  |  |                             |  |  |  |
| |                                  |  |  |  |  |  |  |  |  |                             |  |  |  |
| |                                  |  |  |  |  |  |  |  |  |                             |  |  |  |
| |                                  |  |  |  |  |  |  |  |  |                             |  |  |  |
| | 10. Bogislaw X xứ Pomerania      |  |  |  |  |  |  |  |  |                             |  |  |  |
| |                                  |  |  |  |  |  |  |  |  |                             |  |  |  |
| |                                  |  |  |  |  |  |  |  |  |                             |  |  |  |
| |                                  |  |  |  |  |  |  |  |  |                             |  |  |  |
| | 5. Sophie xứ Pomerania           |  |  |  |  |  |  |  |  |                             |  |  |  |
| |                                  |  |  |  |  |  |  |  |  |                             |  |  |  |
| |                                  |  |  |  |  |  |  |  |  |                             |  |  |  |
| |                                  |  |  |  |  |  |  |  |  |                             |  |  |  |
| | 11. Anna Jagiellonka             |  |  |  |  |  |  |  |  |                             |  |  |  |
| |                                  |  |  |  |  |  |  |  |  |                             |  |  |  |
| |                                  |  |  |  |  |  |  |  |  |                             |  |  |  |
| |                                  |  |  |  |  |  |  |  |  |                             |  |  |  |
| | 1. Christine xứ Holstein-Gottorp |  |  |  |  |  |  |  |  |                             |  |  |  |
| |                                  |  |  |  |  |  |  |  |  |                             |  |  |  |
| |                                  |  |  |  |  |  |  |  |  |                             |  |  |  |
| |                                  |  |  |  |  |  |  |  |  |                             |  |  |  |
| | 12. Wilhelm II xứ Hessen         |  |  |  |  |  |  |  |  |                             |  |  |  |
| |                                  |  |  |  |  |  |  |  |  |                             |  |  |  |
| |                                  |  |  |  |  |  |  |  |  |                             |  |  |  |
| |                                  |  |  |  |  |  |  |  |  |                             |  |  |  |
| | 6. Philipp I xứ Hessen           |  |  |  |  |  |  |  |  |                             |  |  |  |
| |                                  |  |  |  |  |  |  |  |  |                             |  |  |  |
| |                                  |  |  |  |  |  |  |  |  |                             |  |  |  |
| |                                  |  |  |  |  |  |  |  |  |                             |  |  |  |
| | 13. Anna xứ Mecklenburg-Schwerin |  |  |  |  |  |  |  |  |                             |  |  |  |
| |                                  |  |  |  |  |  |  |  |  |                             |  |  |  |
| |                                  |  |  |  |  |  |  |  |  |                             |  |  |  |
| |                                  |  |  |  |  |  |  |  |  |                             |  |  |  |
| | 3. Christine xứ Hessen           |  |  |  |  |  |  |  |  |                             |  |  |  |
| |                                  |  |  |  |  |  |  |  |  |                             |  |  |  |
| |                                  |  |  |  |  |  |  |  |  |                             |  |  |  |
| |                                  |  |  |  |  |  |  |  |  |                             |  |  |  |
| | 14. Georg, Công tước xứ Sachsen  |  |  |  |  |  |  |  |  |                             |  |  |  |
| |                                  |  |  |  |  |  |  |  |  |                             |  |  |  |
| |                                  |  |  |  |  |  |  |  |  |                             |  |  |  |
| |                                  |  |  |  |  |  |  |  |  |                             |  |  |  |
| | 7. Christine xứ Sachsen          |  |  |  |  |  |  |  |  |                             |  |  |  |
| |                                  |  |  |  |  |  |  |  |  |                             |  |  |  |
| |                                  |  |  |  |  |  |  |  |  |                             |  |  |  |
| |                                  |  |  |  |  |  |  |  |  |                             |  |  |  |
| | 15. Barbara Jagiellonka          |  |  |  |  |  |  |  |  |                             |  |  |  |
| |                                  |  |  |  |  |  |  |  |  |                             |  |  |  |
| |                                  |  |  |  |  |  |  |  |  |                             |  |  |  |